# Микроточка

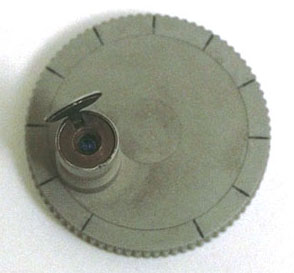
Фотокамера «Mark IV» для получения микроточек. Высота 1,6 см, диаметр 2,8 см. Из музея ЦРУ.

Микрото́чка — изображение, уменьшенное до такой степени, что неосведомлённый наблюдатель не сможет его ни прочесть, ни даже обнаружить.
Обычно «микроточки» имеют не более миллиметра в диаметре. Своё название получили от сходства с типографской точкой. Технология изготовления микроточек является одной из разновидностей стеганографии.

## История
В 1870 году во время франко-прусской войны Париж был в осаде. Письма посылались голубиной почтой. Парижский фотограф Рене Дагрон предложил использовать метод микрофильмирования (разработанный им ещё в 1867 году) для того, чтобы голубь смог перенести большее количество сообщений (голубеграмм). Однако эти микрофильмы ещё не были столь малы, как микроточки.
Микроточки для стеганографии были разработаны в Германии в период между Первой и Второй мировыми войнами. Позже они стали использоваться многими странами для передачи секретных сообщений через обычную почту. Вместо галогенидов серебра стали использоваться светочувствительные материалы на основе анилина, что ещё более усложнило поиск микроточек. В Германии изобретателем этого способа считался некий «профессор Цапп», и набор шпионского оборудования для создания микроточек иногда назывался «комплектом Цаппа». По-видимому, настоящим изобретателем процесса был выходец из России, выпускник Московского университета Эмануель Гольдберг, а гипотетический «профессор Цапп» был выдумкой нацистов.
После возведения Берлинской стены для изготовления микроточек использовались специальные фотокамеры; микроточки прикреплялись к письму и пересылались обычной почтой. Благодаря крайне малому размеру, микроточки, как правило, оставались незамеченными для перлюстраторов. Адресат получал письмо и читал послание в микроточке с помощью микроскопа.

## Современное использование
Идентификация микроточкой — процесс, при котором на важнейшие детали изделия (обычно — автомобиля) в неприметных местах наклеивается изготовленная лазерной гравировкой метка, содержащая Персональный идентификационный номер. Также, может быть указан и сам номер ВИН, если маркирование автомобиля произведено на сборочном конвейере автозавода. Технология была разработана в Австралии в 2001 году.
С тех пор несколько изготовителей автотехники применяют идентификацию микроточками, хотя общая доля изделий с такой маркировкой во всём мире меньше 1 %. Около 10 000 из нанесённых микроточек прозрачны и их можно увидеть только при освещении ультрафиолетовым светом. Они не могут быть обнаружены человеческим глазом.
Этот процесс, дешёвый и эффективный, затрудняет угонщикам автомобилей легальную продажу украденной и разобранной машины в виде «запчастей». Приблизительная стоимость маркировки микроточками одного автомобиля обходится производителю в сумму от 100 австралийских долларов (75 $ США) до 150 австралийских долларов. Стоимость такой маркировки постепенно снижается.

### Мотивация внедрения микроточек в автомобильной отрасли
Основным мотивом её внедрения является тотальная маркировка. Заметим, технология призвана не столько предотвратить факт кражи, сколько предоставить возможность легко и точно определить настоящего владельца автомобиля или его запчасти. Тем самым, достигается цель предотвращения легкого и рентабельного сбыта угнанного автомобиля со стороны злоумышленника.
Для этого на поверхность автомобиля, на все его ценные детали, наносятся метки с выгравированным на них персональным кодом. Этот персональный код не может быть воспроизведен и принадлежит только одному автомобилю. Метки попадают на всю поверхность составных частей автомобиля, даже в скрытые полости. Удалить их все невозможно. Достаточно найти одну микроточку, чтобы по коду, который она содержит, определить, каким является заводской номер автомобиля, и соответствует ли он данным, указанным в регистрационных документах. В случае злонамеренного изменения заводских идентификаторов данные из микроточек дадут точную информацию о первичных идентификационных данных автомобиля. На основании этих исследований можно сделать вывод, тот ли именно автомобиль попал на исследование, и сверить эти данные с базой похищенных автомобилей.

### Список производителей, использующих микроточки
(Некоторые фирмы используют микроточки не для всей продукции, а только предназначенной для указанной территории)
- Audi
- Avis в Южной Африке
- BMW в Австралии
- Ford Performance Vehicles в Австралии
- Holden Special Vehicles в Австралии
- Isuzu в Азии
- MINI
- Mitsubishi Ralliart
- Porsche
- Subaru
- ВИН-СТОП (VIN-STOP) в России
- Техмашимпорт (Techmashimport) в России
- Toyota
- Nissan
- VW на Тайване

(список заведомо неполон)

## В произведениях искусства
- В романе Грэма Грина «Наш человек в Гаване» главный герой изготавливает микроточку на почтовой марке.
- В фильме «Живёшь только дважды» Tiger Tanaka говорит Джеймсу Бонду, что его люди обнаружили микроточку на фотографии, захваченной у организации СПЕКТР и которую он увеличил для Бонда.
- Микроточка была показана в фильме «Миссия невыполнима 3». Там она была спрятана на обороте почтовой марки и якобы содержала зашифрованный видеофайл.
- Микроточки фигурируют в сериале Spooks (The Criminal, девятая серия пятого сезона). Они были помещены в книге Э. М. Форстера Two Cheers for Democracy (1951).
- В кинофильме «Час расплаты» микроточка на марке с изображением Эйнштейна являлась одной из подсказок главному герою.